# Marcello Varallo
Marcello Varallo (* 8. Oktober 1947 in Mailand) ist ein ehemaliger italienischer Skirennläufer. Er fuhr fast ausschließlich Abfahrtsrennen.

## Biografie
Varallo fuhr ab 1967 Weltcuprennen, daneben war er bei der Guardia di Finanza angestellt. Nennenswerte Erfolge blieben zunächst aus. Dies änderte sich jedoch bei den Weltmeisterschaften 1970 in Gröden, als er in der Abfahrt auf der Saslong überraschend den fünften Platz belegte, wobei er seine ersten Weltcup-Punkte (8) erkämpfte. Fast zwei Jahre später wurde er bei den Olympischen Winterspielen 1972 in Sapporo Zehnter in der Abfahrt. Erst nach diesen Karrierehöhepunkten holte er wieder einen Weltcuppunkt in der Abfahrt von Crystal Mountain, WA als er 10. wurde. Seine besten Ergebnisse im nächsten Winter sind zweimal ein zweiter Platz, erzielt am 6. und 7. Januar 1973 auf der Kandahar-Abfahrt in Garmisch-Partenkirchen hinter dem Sieger Roland Collombin (Schweiz).
Allerdings schien Varallo einen Monat zuvor kurz vor einem Abfahrtssieg zu stehen, als er am 10. Dezember 1972 in Val-d’Isère führte, doch platzierten sich dann noch mit hohen Startnummern die Österreicher David Zwilling und Reinhard Tritscher als Rennsieger vor ihm. Die Saison 1972/73 beendete Varallo als drittbester Abfahrtsläufer der Welt.
1974 trat er vom Spitzensport zurück und übernahm die Leitung des Hotels Ladina in Stern in der Gemeinde Abtei. Seit 1980 ist er im Organisationskomitee der Skirennen auf der Gran Risa, die seit 1985 fester Bestandteil des Weltcups sind. Seit 1999 ist er Präsident des Organisationskomitees. Darüber hinaus war er acht Jahre Präsident des Tourismusverbandes Alta Badia.

## Erfolge

### Olympische Spiele
- Sapporo 1972: 10. Abfahrt

### Weltmeisterschaft
- Gröden 1970: 5. Abfahrt

### Weltcup
- Saison 1972/73: 3. Abfahrtswertung
- 7 Platzierungen unter den besten zehn, davon 2 Podestplätze

### Weitere Erfolge
- Italienischer Abfahrtsmeister 1971
- Abfahrtssieg am 9. Februar 1971 bei den vorolympischen Wettkämpfen in Sapporo[3]